# George Peacock
George Peacock (Thornton Hall, 1791 – Pall Mall, 1858) è stato un matematico britannico.

## Biografia
Docente all'università di Cambridge dal 1836 e decano della cattedrale di Ely, nel suo Trattato sull'algebra (1842) affermò che l'algebra non è una generalizzazione dell'aritmetica.